# 银月 (植物)
银月（学名：Senecio haworthii） 是一种多年生矮千里光属灌木，通常生长在南非900米到1200米的海拔高度。
叶子紧密地毡合，以至于表皮可以被剥下来加以干燥，并用作火种。因此，该植物在南非语里被称为“火种树”。尽管花没有特殊之处，这种植物惊人，容易生长，并且很吸引人。一段枝干，甚至一片叶子，被插入温暖的不干燥的土壤就可以扎根，不需要特殊照料。和其他大部分理查德斯维德植物类似，它在潮湿的土壤里生长得不好，但通常不是花园里苛刻的物种。